# Vasile Iorga
Vasile Iorga (* 19. Februar 1945 in Mărașu, Kreis Brăila; † April 2003) war ein rumänischer Ringer. Er war Gewinner einer Bronzemedaille bei den Olympischen Spielen 1972 in München sowie Vize-Weltmeister und Vize-Europameister im freien Stil im Mittelgewicht.

## Werdegang
Vasile Iorga begann als Jugendlicher in Brăila mit dem Ringen, wo er Mitglied des Sportclubs CS Progresul Brăila wurde. Er konzentrierte sich auf den freien Stil und wurde von Alexandru Tătaru trainiert. Die rumänische Spitzenklasse hatte er 1968 erreicht. Er wurde in diesem Jahr in Bukarest in einem Länderkampf gegen die Bundesrepublik Deutschland eingesetzt und besiegte dabei im Weltergewicht Reinhard Zeiher nach Punkten.
1969 startete Vasile Iorga auch erstmals bei einer internationalen Meisterschaft. Bei der Europameisterschaft in Sofia verfehlte er mit einem 4. Platz im Mittelgewicht nur knapp eine Medaille. 1970 weilte Vasile Iorga mit der rumänischen Ringer-Nationalmannschaft auf Länderkampfreise in der Bundesrepublik Deutschland und besiegte dabei Peter Neumair aus Hallbergmoos, Adolf Seger aus Freiburg und Lothar Dunke aus Efferen. In den folgenden Jahren gewann er bei neun internationalen Meisterschaften Medaillen. Sein größter Erfolg war dabei der Gewinn der olympischen Bronzemedaille bei den Olympischen Spielen 1972 in München im Mittelgewicht. Dabei rang er gegen den späteren Olympiasieger Lewan Tediaschwili aus der UdSSR unentschieden, unterlag aber gegen den US-Amerikaner John Peterson (Ringer).
Im Jahre 1973 wurde Vasile Iorga in Teheran Vize-Weltmeister im Mittelgewicht. Dabei verlor er nur im Finale gegen den Sowjeten Wassil Sjulschyn. Gegen die starken Ringer Yosuke Nagano aus Japan und Ismail Abilow aus Bulgarien hatte er bei dieser Meisterschaft gewonnen. Einen weiteren Vize-Meistertitel holte sich Vasile Iorga bei der Europameisterschaft 1975 in Ludwigshafen am Rhein. Hier gewann er u. a. über Günter Spindler aus der DDR und Henryk Mazur aus Polen, unterlag aber im Finale gegen Ismail Abilow.
Einen großen Erfolg feierte Vasile Iorga auch bei der Europameisterschaft 1970 in Ost-Berlin, wo er im Mittelgewicht den 3. Platz belegte. Es gelang ihm aber bei dieser Veranstaltung einen sensationellen Sieg über Olympiasieger und Weltmeister Lewin Tediaschwili. Seinen letzten Start bei einer internationalen Meisterschaft bestritt Vasile Iorga bei den Olympischen Spielen 1976 in Montreal. Er unterlag dort aber nach zwei Siegen gegen schwächere Gegner gegen den sowjetischen Ringer Wiktor Nowoschilow und gegen Ismail Abilow und kam dadurch im Endergebnis nur auf den 9. Platz.
Vasile Iorga war während seiner Laufbahn ein Vielstarter. Er nahm an ungewöhnlich vielen internationalen Turnieren teil und gewann davon eine ganze Menge. Dabei besiegte er Weltklasseringer wie Adolf Seger, Bundesrepublik Deutschland, Benno Paulitz, Günter Spindler und Frank Birke aus der DDR, Magomedchan Arazilow aus der UdSSR, István Kovács und Károly Bajkó aus Ungarn, sowie Mehmet Uzun aus der Türkei u. v. m.
Vasile Iorga war Armeeangehöriger, arbeitete aber nach seiner aktiven Zeit als Trainer in Brăila. Von 1990 bis 1992 war er auch Präsident des Sportclubs CS Progresul Brăila. Zuletzt befand er sich im Ruhestand.

## Internationale Erfolge
(OS = Olympische Spiele, WM = Weltmeisterschaft, EM = Europameisterschaft, F = freier Stil, We = Weltergewicht, Mi = Mittelgewicht, damals bis 74 kg bzw. 82 kg Körpergewicht)
- 1969, 1. Platz, Intern. Turnier in Bukarest, F, Mi, vor Tefik, Jugoslawien u. Vasile Tiganas, Rumänien;
- 1969, 4. Platz, EM in Sofia, F, Mi, mit Siegen über André Bouchoule, Frankreich u. Ronald Grinstead, Großbritannien, einem Unentschieden gegen Károly Bajkó, Ungarn u. Niederlagen gegen Iwan Iliew, Bulgarien und Juri Schachmuradow, UdSSR;
- 1970, 3. Platz, EM in Berlin (Ost), F, Mi, mit Siegen über Giovanni Zardoni, Italien, Kurt Elmgren, Schweden und Lewan Tediaschwili, UdSSR, einem Unentschieden gegen Jimmy Martinetti, Schweiz u. einer Niederlage gegen Daniel Robin, Frankreich;
- 1970, 3. Platz, WM in Edmonton, F, Mi, mit Siegen über Jim Gouros, Südafrika, David Aspen, Neuseeland u. Haci Soyer, Türkei, einem Unentschieden gegen Horst Stottmeister, DDR u. Niederlagen gegen Tatsuo Sasaki, Japan und Juri Schakmuradow;
- 1971, 3. Platz, WM in Sofia, F, Mi, mit Siegen über Andras Deak, Ungarn, Belgacem Ayari, Tunesien, Abboud, Irak u. Peter Neumair, Bundesrepublik Deutschland u. Niederlagen gegen Horst Stottmeister und Lewan Tediaschwili;
- 1972, 1. Platz, Intern. Turnier in Bukarest, F, Mi. vor Andras Deak u. István Kovács, beide Ungarn;
- 1972, 1. Platz, Intern. Rumän. Meisterschaft in Bukarest, F, Mi, vor Károly Bajkó, Ungarn u. Günter Spindler, DDR;
- 1972, Bronzemedaille, OS in München, F, Mi, mit Siegen über André Bouchoule, Jesus Blanco, Argentinien, Jimmy Martinetti u. Ali Majilou, Iran, einem Unentschieden gegen Lewan Tediaschwili u. einer Niederlage gegen John Peterson (Ringer), USA;
- 1973, 1. Platz, Meisterschaft der Armeen der Staaten des Warschauer Paktes (SKDA) in Bukarest, F, Mi, vor Alschanow, UdSSR u. Tömöriin Artag, Mongolei;
- 1973, 1. Platz, Intern. Turnier in Bukarest, F, Mi, vor Adolf Seger, Bundesrepublik Deutschland u. Mehmet Uzun, Türkei;
- 1973, 4. Platz, EM in Lausanne, F, Mi, mit Siegen über Lothar Dunke, Bundesrepublik Deutschland, André Bouchoule u. Georgios Pahtas, Griechenland, einem Unentschieden gegen Hayri Polat, Türkei u. einer Niederlage gegen Wassil Sjulschyn, UdSSR;
- 1973, 1. Platz, "Coup Latine" in Madrid, F, Mi, vor André Bouchoule u. Michael Margairat, Schweiz;
- 1973, 2. Platz, WM in Teheran, F, Mi, mit Siegen über Kurt Elmgren, Tömöriin Artag, Alois Peng, Schweiz, Ismail Abilow, Bulgarien u. Yosuke Nagano, Japan u. einer Niederlage gegen Wassil Sjulschyn;
- 1973, 2. Platz, Studenten-WM in Moskau, F, Mi, hinter Wassil Sjulschyn u. vor P. Saberski, Bulgarien, T. Rib, Kanada, Heraldo Iglesias, Kuba u. Klaus Girke, DDR;
- 1974, 3. Platz, EM in Madrid, F, Mi, mit Siegen über Franciszek Kampik, Polen, Charles Kelly, Großbritannien u. Mehmet Uzun, einem Unentschieden gegen Benno Paulitz, DDR u. einer Niederlage gegen Wiktor Nowoschilow, UdSSR;
- 1974, 3. Platz, WM in Istanbul, F, Mi, mit Siegen über Franciszek Kampik, Benno Paulitz u. Masaru Motegi, Japan u. Niederlagen gegen Wiktor Nowoschilow u. Mehmet Uzun;
- 1975, 1. Platz, Grosser Preis der Bundesrepublik Deutschland in Aschaffenburg, F, Mi, vor Adolf Seger u. Hamid Alidouabi, Iran;
- 1975, 1. Platz, Turnier in Galați, F, Mi, vor Adolf Seger, Leszek Ciota, Polen, Heraldo Iglesias u. Ludovic Ambros, Rumänien;
- 1975, 2. Platz, EM in Ludwigshafen am Rhein, F, Mi, mit Siegen über Günter Spindler, DDR, Georgios Pahtss, Kurt Elmgren u. Henryk Mazur, Polen u. einer Niederlage gegen Ismail Abilow;
- 1975, 1. Platz, "Werner-Seelenbinder"-Turnier in Leipzig, F, Mi, vor Magomedchan Arazilow, UdSSR, Günter Spindler u. Klaus Girke;
- 1975, 3. Platz, WM in Minsk, F, Mi, mit Siegen über Henryk Mazur, George Hicks, USA, Istvan Kovacs u. Richard Deschatelets, Kanada u. Niederlagen gegen Adolf Seger u. Ismail Abilow;
- 1976, 4. Platz, EM in Leningrad, F, Mi, Mit Siegen über Arnost Böhm, Tschechoslowakei, Mehmet Uzun u. Benno Paulick u. einer Niederlage gegen Ismail Abilow;
- 1976, 2. Platz, Großer Preis der Bundesrepublik Deutschland in Freiburg, F, Mi, hinter Benno Paulick u. vor Adolf Seger, Günter Spindler u. Jimmy Martinetti;
- 1976, 9. Platz, OS in Montreal, F, Mi, mit Siegen über Richard Deschatelets u. Imad Faddoul, Libanon u. Niederlagen gegen Wiktor Nowoschilow u. Ismail Abilow

## Rumänische Meisterschaften
Vasile Iorga war zwischen 1969 und 1977 achtmal rumänischer Meister im freien Stil.